# Parectopa rotigera
Parectopa rotigera är en fjärilsart som beskrevs av Edward Meyrick 1931. Parectopa rotigera ingår i släktet Parectopa och familjen styltmalar. Inga underarter finns listade i Catalogue of Life.